# LEM (motorfiets)
Lem is een historisch merk van lichte motorfietsen.
De bedrijfsnaam was Lem motor, Lippo di Calderara (Bologna).
Italiaans merk van Ermanno Lelli dat vanaf 1974 48 cc motorfietsjes met Franco Morini-tweetaktblokjes bouwde. Ze waren bedoeld voor de jeugd onder 14 jaar.